# Тото (язык)

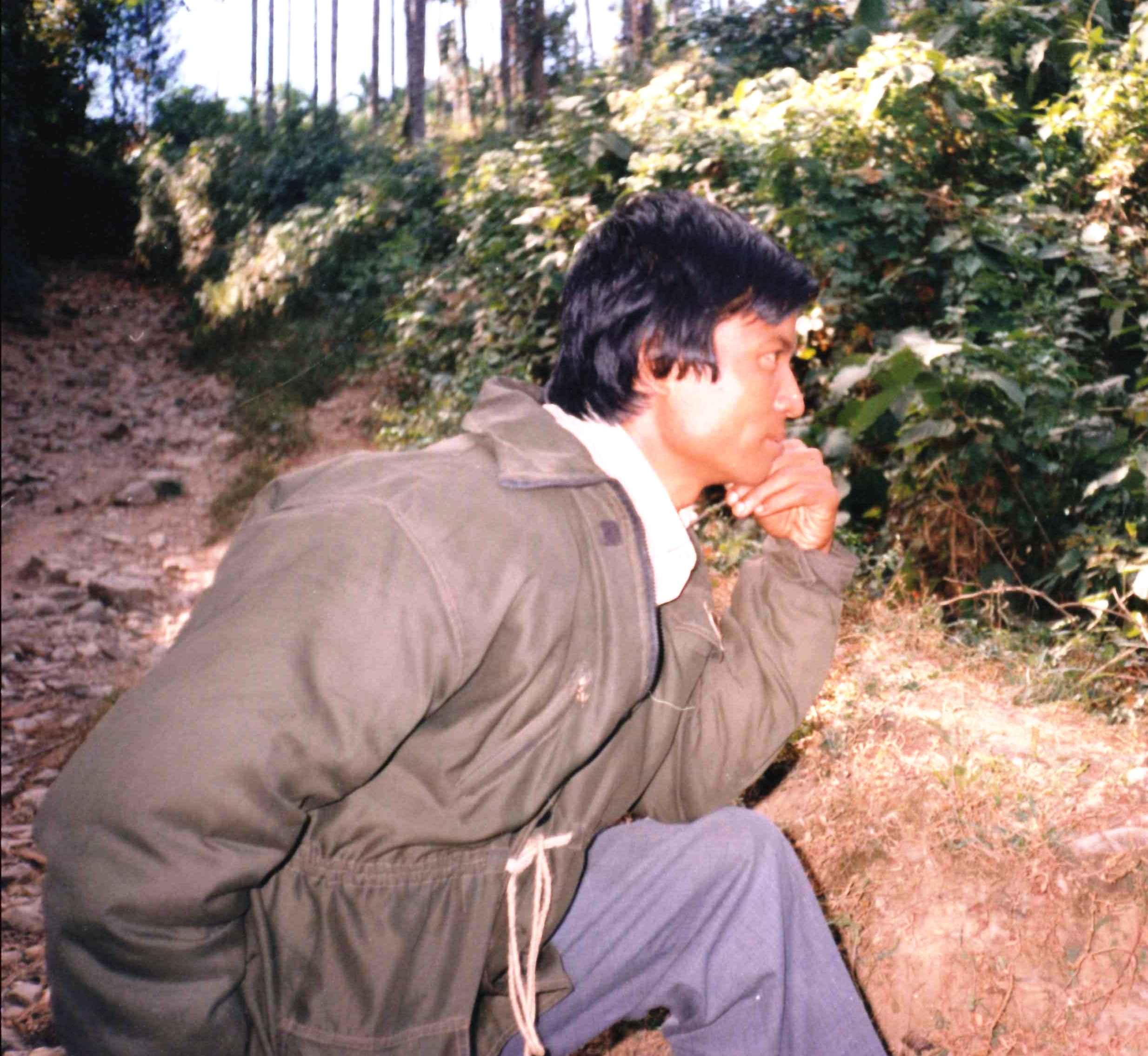
Мужчина из племени тото

Тото — сино-тибетский язык, на котором говорят примерно 1411 человек, живущих на границе Индии и Бутана, а точнее в деревне Тотопара, штат Западная Бенгалия. На данном языке также говорят на холмах Субхапара, Дхунчипара и Панчаятпара на границе Индии и Бутана в округе Джалпайгури , Западная Бенгалия. Распространён среди племени тото.

## Фонология
|               |                | Губно-губные | Губно-губные   | Альвеолярные | Альвеолярные | Палатальные | Заднеязычные | Глоттальные |
| простые       | придыхательные | простые      | придыхательные |              |              | Палатальные | Заднеязычные | Глоттальные |
| ------------- | -------------- | ------------ | -------------- | ------------ | ------------ | ----------- | ------------ | ----------- |
| Взрывные      | глухие         | p            | pʰ             | t͇            | tʰ           | c           | k            |             |
| Взрывные      | звонкие        | b            |                | d͇            |              | ɟ           | g            |             |
| Фрикативные   | Фрикативные    |              |                | s            |              |             |              | h           |
| Носовые       | Носовые        | m            |                | n            |              |             | ŋ            |             |
| Аппроксиманты | Аппроксиманты  |              |                | l            |              | j           | w            |             |
| Дрожащие      | Дрожащие       |              |                | r            |              |             |              |             |